# Wahlkreis Friedrichshain-Kreuzberg 2
Der Wahlkreis Friedrichshain-Kreuzberg 2 ist ein Abgeordnetenhauswahlkreis in Berlin. Er gehört zum Wahlkreisverband Friedrichshain-Kreuzberg und umfasst vom Ortsteil Kreuzberg das Gebiet südlich des Straßenzugs Gitschiner Straße–Skalitzer Straße und östlich der Linie Alexandrinenstraße–Landwehrkanal–Grimmstraße–Urbanstraße–Fontanepromenade–Südstern.

## Abgeordnetenhauswahl 2023
Bei der Wahl zum Abgeordnetenhaus von Berlin 2023 traten folgende Kandidaten an:
| Name                              | Partei           | Anteil der Erststimmen | Anteil der Zweitstimmen |
| --------------------------------- | ---------------- | ---------------------- | ----------------------- |
| Marianne Burkert-Eulitz           | Grüne            | 37,9 %                 | 38,3 %                  |
| Elif Eralp                        | Die Linke        | 27,1 %                 | 24,4 %                  |
| Niklas Kossow                     | SPD              | 13,0 %                 | 12,7 %                  |
| Hikmet Gülmez                     | CDU              | 11,0 %                 | 10,2 %                  |
| Philipp Kutz                      | Die PARTEI       | 03,4 %                 | 02,7 %                  |
| Johannes Dallheimer               | FDP              | 02,3 %                 | 02,4 %                  |
| Olaf Krüger                       | AfD              | 02,0 %                 | 02,0 %                  |
| Sunna Becker                      | Tierschutzpartei | 01,8 %                 | 01,5 %                  |
| Uwe Weiß                          | dieBasis         | 00,7 %                 | 00,6 %                  |
| Franz-Josef Schmitt               | Piraten          | 00,6 %                 | 00,4 %                  |
| Oliver Snelinski                  | Einzelbewerber   | 00,2 %                 | 0–                      |
| –                                 | Volt             | –                      | 01,0 %                  |
| –                                 | Sonstige         | –                      | 03,8 %                  |
| Wahlberechtigte: 26.180 Einwohner |                  |                        |                         |
| Wahlbeteiligung: 64,4 %           |                  |                        |                         |

## Abgeordnetenhauswahl 2021
Bei der im Nachhinein für ungültig erklärten Wahl zum Abgeordnetenhaus von Berlin 2021 traten folgende Kandidaten an:
| Name                              | Partei            | Anteil der Erststimmen | Anteil der Zweitstimmen |
| --------------------------------- | ----------------- | ---------------------- | ----------------------- |
| Marianne Burkert-Eulitz           | Grüne             | 38,8 %                 | 37,3 %                  |
| Elif Eralp                        | Die Linke         | 27,8 %                 | 26,4 %                  |
| Niklas Kossow                     | SPD               | 14,4 %                 | 12,9 %                  |
| Hikmet Gülmez                     | CDU               | 05,7 %                 | 05,1 %                  |
| Philipp Kutz                      | Die PARTEI        | 03,7 %                 | 02,9 %                  |
| Johannes Dallheimer               | FDP               | 03,1 %                 | 03,3 %                  |
| Olaf Krüger                       | AfD               | 01,9 %                 | 01,9 %                  |
| Uwe Weiß                          | dieBasis          | 01,8 %                 | 01,6 %                  |
| Sunna Becker                      | Tierschutzpartei  | 01,8 %                 | 01,2 %                  |
| Franz-Josef Schmitt               | Piraten           | 00,7 %                 | 00,4 %                  |
| Oliver Snelinski                  | Einzelbewerber    | 00,2 %                 | 0–                      |
| –                                 | Team Todenhöfer   | –                      | 02,2 %                  |
| –                                 | Klimaliste Berlin | –                      | 01,3 %                  |
| –                                 | Volt              | –                      | 01,2 %                  |
| –                                 | Sonstige          | –                      | 02,3 %                  |
| Wahlberechtigte: 26.216 Einwohner |                   |                        |                         |
| Wahlbeteiligung: 78,2 %           |                   |                        |                         |

## Abgeordnetenhauswahl 2016
Bei der Wahl zum Abgeordnetenhaus von Berlin 2016 wurde vom Ortsteil Friedrichshain das Gebiet östlich der Warschauer Straße und südlich der Schlesischen Bahn in den Wahlkreis eingegliedert. Es traten folgende Kandidaten an:
| Name                              | Partei           | Anteil der Erststimmen | Anteil der Zweitstimmen |
| --------------------------------- | ---------------- | ---------------------- | ----------------------- |
| Marianne Burkert-Eulitz           | Grüne            | 33,4 %                 | 30,9 %                  |
| Pascal Meiser                     | Die Linke        | 22,4 %                 | 23,6 %                  |
| Sven Heinemann                    | SPD              | 17,7 %                 | 16,0 %                  |
| Hikmet Gülmez                     | CDU              | 07,1 %                 | 07,2 %                  |
| Jens Glatzer                      | Die PARTEI       | 05,7 %                 | 05,1 %                  |
| Frank Scheermesser                | AfD              | 05,3 %                 | 05,2 %                  |
| Denis Sabin                       | Piraten          | 04,2 %                 | 03,6 %                  |
| Carl Grouwet                      | FDP              | 02,9 %                 | 03,5 %                  |
| Jutta Zedlitz                     | Die Violetten    | 00,7 %                 | 00,4 %                  |
| Peter Neuhaus                     | DKP              | 00,6 %                 | 00,4 %                  |
| –                                 | Tierschutzpartei | 0–                     | 01,5 %                  |
| –                                 | Sonstige         | 0–                     | 02,6 %                  |
| Wahlberechtigte: 34.172 Einwohner |                  |                        |                         |
| Wahlbeteiligung: 70,1 %           |                  |                        |                         |

## Abgeordnetenhauswahl 2011
Bei der Wahl zum Abgeordnetenhaus von Berlin 2011 umfasste der Wahlbezirk nur noch die Kreuzberger Gebiete, die in Friedrichshain gehörten zum neuen Wahlkreis Friedrichshain-Kreuzberg 6, der eingerichtet wurde, da die Bevölkerung von Friedrichshain-Kreuzberg schneller wuchs als die von Gesamtberlin.
Es traten folgende Kandidaten an:
| Name                              | Partei           | Anteil der Erststimmen | Anteil der Zweitstimmen |
| --------------------------------- | ---------------- | ---------------------- | ----------------------- |
| Dirk Behrendt                     | Grüne            | 49,8 %                 | 41,4 %                  |
| Björn Eggert                      | SPD              | 16,9 %                 | 19,3 %                  |
| Jessica Zinn                      | Piraten          | 13,9 %                 | 14,5 %                  |
| Pascal Meiser                     | Die Linke        | 07,7 %                 | 08,1 %                  |
| Timur Husein                      | CDU              | 05,5 %                 | 06,1 %                  |
| Ali Özkan                         | BIG              | 03,0 %                 | 02,6 %                  |
| Jan Theiler                       | B                | 01,6 %                 | 00,6 %                  |
| Martina Schaefer                  | FDP              | 00,7 %                 | 00,7 %                  |
| Manfred Holländer                 | ProD             | 00,7 %                 | 00,2 %                  |
| –                                 | Die PARTEI       | –                      | 03,2 %                  |
| –                                 | Tierschutzpartei | –                      | 01,0 %                  |
| –                                 | Sonstige         | –                      | 02,3 %                  |
| Wahlberechtigte: 28.476 Einwohner |                  |                        |                         |
| Wahlbeteiligung: 63,4 %           |                  |                        |                         |

## Abgeordnetenhauswahl 2006
Bei der Wahl zum Abgeordnetenhaus von Berlin 2006 traten folgende Kandidaten an:
| Name                              | Partei     | Anteil der Erststimmen |
| --------------------------------- | ---------- | ---------------------- |
| Dirk Behrendt                     | Grüne      | 42,4 %                 |
| Björn Eggert                      | SPD        | 24,2 %                 |
| Vera Vordenbäumen                 | Die Linke  | 09,8 %                 |
| Michael Kronawitter               | WASG       | 09,1 %                 |
| Sedat Samuray                     | CDU        | 07,5 %                 |
| Nikoline Hansen                   | FDP        | 04,2 %                 |
| Tim Timme                         | Die PARTEI | 02,7 %                 |
| Wahlberechtigte: 33.273 Einwohner |            |                        |
| Wahlbeteiligung: 56,8 %           |            |                        |

## Abgeordnetenhauswahl 2001
Der Wahlkreis Friedrichshain-Kreuzberg 2 umfasste zur Abgeordnetenhauswahl am 21. Oktober 2001 die Gebiete Friesenstraße, Wiener Straße, Urbanhafen und Willibald-Alexis-Straße. Es traten folgende Kandidaten an:
| Name                              | Partei       | Anteil der Erststimmen |
| --------------------------------- | ------------ | ---------------------- |
| Barbara Oesterheld                | Grüne        | 36,2 %                 |
| Sabine Reiter                     | SPD          | 30,9 %                 |
| Michael Schmidt                   | CDU          | 13,5 %                 |
| Michael Prütz                     | PDS          | 13,2 %                 |
| Martina Schaefer                  | FDP          | 04,6 %                 |
| Udo Münch                         | STATT Partei | 01,7 %                 |
| Wahlberechtigte: 26.220 Einwohner |              |                        |
| Wahlbeteiligung: 65,9 %           |              |                        |

## Abgeordnetenhauswahl 1999
Der Wahlkreis Kreuzberg 2 umfasste zur Abgeordnetenhauswahl am 10. Oktober 1999 die Gebiete Friesenstraße, Wiener Straße, Urbanhafen und Willibald-Alexis-Straße. Es traten folgende Kandidaten an:
| Name                              | Partei      | Anteil der Erststimmen |
| --------------------------------- | ----------- | ---------------------- |
| Barbara Oesterheld                | Grüne       | 38,5 %                 |
| Sabine Reiter                     | SPD         | 24,1 %                 |
| Kuno Böse                         | CDU         | 23,5 %                 |
| Birgit Daiber                     | PDS         | 09,5 %                 |
| Katrin Schüler                    | Graue       | 01,4 %                 |
| Manfred Schubert                  | FDP         | 01,2 %                 |
| Regina Pobisch                    | Naturgesetz | 00,8 %                 |
| Andreas Fichtner                  | DL          | 00,8 %                 |
| Erwin Leiteritz                   | BID         | 00,3 %                 |
| Wahlberechtigte: 26.390 Einwohner |             |                        |
| Wahlbeteiligung: 59,8 %           |             |                        |

## Abgeordnetenhauswahl 1995
Der Wahlkreis Kreuzberg 2 umfasste zur Abgeordnetenhauswahl am 22. Oktober 1995 die Gebiete Friesenstraße, Wiener Straße, Urbanhafen und Willibald-Alexis-Straße. Barbara Oesterheld (Grüne) erhielt in diesem Wahlkreis mit 39,4 % die meisten Erststimmen.

## Bisherige Abgeordnete
Direkt gewählte Abgeordnete des Wahlkreises Friedrichshain-Kreuzberg 2 (bis 1999: Kreuzberg 2):
| Jahr | Name                    | Partei | Anteil der Erststimmen |
| ---- | ----------------------- | ------ | ---------------------- |
| 2023 | Marianne Burkert-Eulitz | Grüne  | 37,9 %                 |
| 2021 | Marianne Burkert-Eulitz | Grüne  | 38,5 %                 |
| 2016 | Marianne Burkert-Eulitz | Grüne  | 33,4 %                 |
| 2011 | Dirk Behrendt           | Grüne  | 49,8 %                 |
| 2006 | Dirk Behrendt           | Grüne  | 42,4 %                 |
| 2001 | Barbara Oesterheld      | Grüne  | 36,2 %                 |
| 1999 | Barbara Oesterheld      | Grüne  | 38,5 %                 |
| 1995 | Barbara Oesterheld      | Grüne  | 39,4 %                 |